# Rai Scuola
Rai Scuola是意大利国有广播公司意大利广播电视公司（RAI）的子公司Rai Cultura拥有的一个免费电视频道。该频道于1999年以Rai Edu Lab的名义推出，于2009年采用现名。